# Xylotrechus rufobasalis
Xylotrechus rufobasalis là một loài bọ cánh cứng trong họ Cerambycidae.